# Lodewijk Hartog Sarlouis
Lodewijk Hartog Sarlouis (Amsterdam, 28 februari 1884 - Auschwitz, 26 oktober 1942) was een Nederlands rabbijn.
Sarlouis studeerde aan het Nederlands Israëlietisch Seminarium en de Universiteit van Amsterdam, waarna hij godsdienstleraar werd. Na het overlijden in 1911 van opperrabbijn J.H. Dünner werd een jaar later A.S. Onderwijzer (1862-1934) tot zijn opvolger benoemd als opperrabbijn van de Nederlands-Israëlietische Hoofdsynagoge te Amsterdam, bijgestaan door de rabbijnen Sarlouis en J. Vredenburg.
Na de dood van Onderwijzer werd Sarlouis in 1936 benoemd tot opperrabbijn te Amsterdam. In december van dat jaar hield hij zijn intreerede in de Nieuwe Synagoge (Neie Sjoel) aan het Jonas Daniël Meyerplein. Hoewel hij aanvankelijk niet het gezag had van zijn voorgangers was hij actief in het maatschappelijk leven en bekleedde vele bestuursfuncties in verschillende instellingen. Hij nam het initiatief tot oprichting van de joodse HBS (Hogere Burgerschool), die in 1928 bescheiden begon met 28 leerlingen. Dat aantal zou echter stijgen tot bijna tweehonderd in 1940.
Na het begin van de Duitse bezetting ondernam hij pogingen het Joodse godsdienstige en culturele leven te versterken. Tijdens de ongeregeldheden in februari 1941 werd hij - samen met de voorzitter van de Nederlands-Israëlietische Hoofdsynagoge te Amsterdam, Abraham Asscher, en de rabbijn van de Portugees-Israëlitische Gemeente, David Francès - ontboden bij Hans Böhmcker, de gevolmachtigde van de Duitse rijkscommissaris Seyss-Inquart voor Amsterdam. Deze gaf hen bevel een Joodse raad voor de stad te vormen, die voortaan moest zorgen voor handhaving van orde en rust onder de Joden. Na enkele maanden werd steeds duidelijker dat deze Joodse Raad door de Duitse bezetter werd gebruikt om de Joodse gemeenschap te besturen en in te schakelen bij de segregatiepolitiek.
Ondanks het lidmaatschap van de Raad werd Sarlouis op 22 oktober 1942 plotseling met zijn familie naar het kamp Westerbork gevoerd en vrijwel meteen naar het concentratiekamp Auschwitz gedeporteerd, waar hij op 26 oktober werd vermoord.
Na zijn deportatie fungeerde de opperrabbijn van Groningen, Simon Dasberg, als waarnemend opperrabbijn van Amsterdam totdat met de laatste Duitse razzia van 29 september 1943 een einde kwam aan het georganiseerde Joodse gemeenschapsleven in Nederland.
Brug 240 in de Amsterdamse Weesperstraat over de Nieuwe Keizersgracht is naar hem de L.H. Sarlouisbrug genoemd.